# Aranzazú
Aranzazú là một khu tự quản thuộc tỉnh Caldas, Colombia. Thủ phủ của khu tự quản Aranzazú đóng tại Aranzazú Khu tự quản Aranzazú có diện tích #172# ki lô mét vuông. Đến thời điểm ngày 28 tháng 5 năm 2005, khu tự quản Aranzazú có dân số #15633# người.